# イオランダ (小惑星)
イオランダ (509 Iolanda) は、小惑星帯に位置する小惑星である。
マックス・ヴォルフがハイデルベルクのケーニッヒシュトゥール天文台で発見した。名前の由来は不明である。
2004年2月に鹿児島県で掩蔽が観測された。